# Stanisław Zalewski (bokser)
Stanisław Zalewski (ur. 27 marca 1916 w Lublinie, zm. 7 lipca 2001 tamże) – polski bokser, trener i działacz sportowy.

## Życiorys
Naukę boksu rozpoczął w rodzinnym mieście w 1930 w klubie PKS Lublin, z którym związał się do końca swojej kariery w 1946. Startując w mistrzostwach Polski, wywalczył brązowy medal w 1937 w kategorii koguciej. Wybuch wojny zmusił go do przerwania kariery sportowej. Stoczył 107 walk, z czego 84 wygrał, 11 zremisował i 12 przegrał. 
W czasie II wojny światowej był żołnierzem Armii Krajowej, uczestniczył m.in. w wykonywaniu wyroków sądów podziemnych.
Po zakończeniu działań wojennych, powrócił do boksu jako trener i działacz sportowy. Został bliskim współpracownikiem Feliksa Stamma – masażystą reprezentacji Polski w boksie. Pełnił tę funkcję na czterech olimpiadach i w jedenastu mistrzostwach Europy. 
Był jednym z założycieli sekcji bokserskich w klubach Motoru Lublin i Avii Świdnik. W 1997 otrzymał Nagrodę im. Aleksandra Rekszy.
Wystąpił w roli trenera Stasia w filmie Klincz w reż. Piotra Andrejewa oraz zagrał samego siebie w filmie Papa Stamm w reż. Krzysztofa Rogulskiego.